# Marianne Timmer
Maria Aaltje (Marianne) Timmer, född 3 oktober 1974, är en nederländsk skridskoåkare.
Timmer är specialiserad på mellandistanserna 1000 meter och 1500 meter. Hon tog guld på båda distanserna under Olympiska vinterspelen 1998 i Nagano. Hon tog även ett andra guld på 1000 meter under Olympiska vinterspelen 2006 i Turin. Timmer har även blivit världsmästare på 1000 meter 1997 och 1999.